# VBCI
VBCI (Véhicule blindé de combat d'infanterie) – francuski bojowy wóz piechoty. Zastąpił pojazdy AMX-10P.
VBCI uzbrojony jest w armatę automatyczną kalibru 25 mm oraz karabin maszynowy kalibru 7,62 mm i może przewozić do dziewięciu żołnierzy piechoty. Pojazd ma być przystosowany do transportu samolotami Airbus A400M.

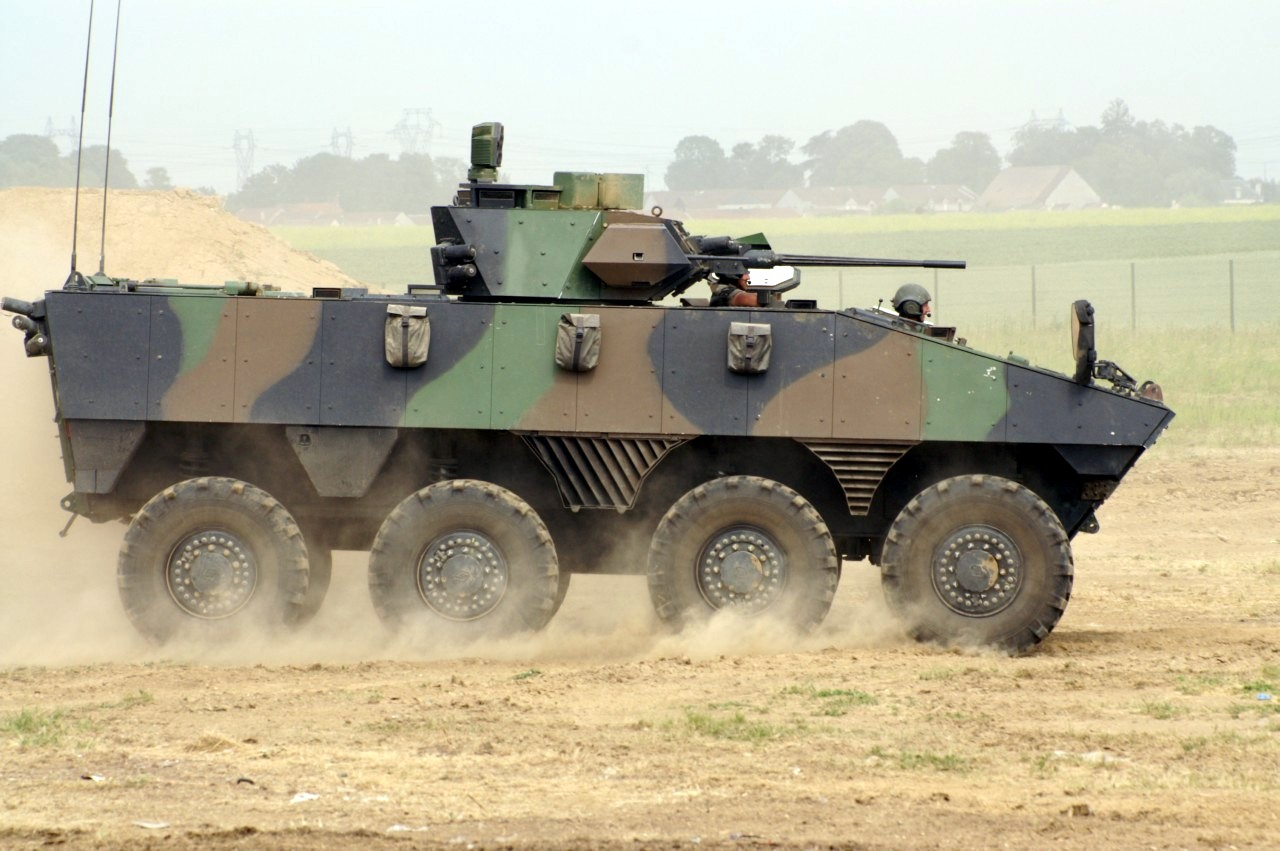
VBCI

Na podstawie VBCI powstała wersja francusko-rosyjska Atom.